# التجديف في الألعاب الأولمبية الصيفية 2024 – المجذاف الفردي للسيدات
أُقيمت منافسات المجذاف الفردي للسيدات في الألعاب الأولمبية الصيفية 2024 في الفترة من 27 يوليو إلى 3 أغسطس 2024 في Stade nautique de Vaires-sur-Marne, الملعب الوطني المائي الأولمبي لمنطقة إيل دو فرانس في Vaires-sur-Marne. تنافست 32 مُجدِّفة من 32 دولة.

## الخلفية
هذه هي المرة الثالثة عشرة للمنافسة، والتي تُقام في كل دورة ألعاب صيفية منذ عام 1976.

## التصفيات
يُسمح لكل لجنة أولمبية وطنية بمشاركة قارب واحد (مُجدِّفة واحدة) في هذه المنافسة منذ عام 1976.

## صيغة المنافسة
هذه منافسة تجديف فردي، مما يعني أن كل قارب تدفعه مُجدِّفة واحدة. كما أن المُجدِّفة تستخدم مجدافين، واحد على كل جانب من القارب؛ وهذا يختلف عن التجديف بيد واحدة حيث يمتلك كل مُجدِّف مجدافاً واحداً ويجدف من جانب واحد (وهو غير ممكن في مسابقات الفردي). تتألف المنافسة من عدة جولات. وتستمر في استخدام صيغة الخمس جولات التي تم تقديمها في عام 2012. تُقام النهائيات لتحديد ترتيب كل قارب؛ حيث تُعطى هذه النهائيات حروفاً بحيث تشير الحروف الأقرب إلى بداية الأبجدية إلى ترتيب أفضل. وتُسمى نصف النهائيات بناءً على النهائيات التي تؤهلها، مع وجود احتمالين لكل نصف نهائي. يستخدم المضمار مسافة 2000 متر التي أصبحت المعيار الأولمبي منذ عام 1912.
خلال الجولة الأولى تُقام ستة سباقات تمهيدية. تتأهل الثلاثة الأولَيات من كل سباق إلى ربع النهائي، بينما تنتقل المتبقيات إلى جولة الإعادة.
تُعتبر جولة الإعادة فرصة ثانية للمُجدِّفات للتأهل إلى ربع النهائي. يحدد ترتيب المُجدِّفات في سباقات الإعادة الربع النهائي الذي ستتنافس فيه القوارب. ينتقل أفضل قاربين من كل سباق إعادة إلى ربع النهائي، بينما تذهب القوارب المتبقية إلى نصف نهائيات E/F.
تُعد الربع نهائيات الأربعة الجولة الثانية للمُجدِّفات اللاتي لا زلن يتنافسن على الميداليات. يحدد ترتيب المُجدِّفات في سباقات الربع النهائي نصف النهائي الذي ستتنافس فيه القوارب. تنتقل أفضل ثلاثة قوارب في كل ربع نهائي إلى نصف نهائيات A/B، بينما تذهب القوارب الثلاثة الأخيرة إلى نصف نهائيات C/D.
تُقام ستة نصف نهائيات، اثنتان لكل من نصف نهائيات A/B، ونصف نهائيات C/D، ونصف نهائيات E/F. في كل سباق نصف نهائي، تنتقل أفضل ثلاثة قوارب إلى أفضل نهائي ممكن من الاثنين، بينما تذهب القوارب الثلاثة الأخيرة إلى النهائي الأدنى الممكن. على سبيل المثال، فإن حصول المُجدِّفة على المركز الثاني في نصف نهائي A/B يؤدي إلى التأهل إلى النهائي A.
الجولة الخامسة والأخيرة هي النهائيات. يحدد كل نهائي ترتيباً معيناً؛ حيث يحدد النهائي A الميداليات والمراكز من الأول إلى السادس، والنهائي B يعطي ترتيباً من السابع إلى الثاني عشر، والنهائي C من الثالث عشر إلى الثامن عشر، وهكذا. وبالتالي، للفوز بميدالية يجب على المُجدِّفات أن ينتهين ضمن الثلاثة الأوائل في سباقهن التمهيدي (أو ضمن المركزين الأولين في سباق الإعادة)، وفي ربع النهائي، ونصف نهائي A/B للوصول إلى النهائي A.

## الجدول الزمني
أُقيمت المنافسة على مدى ثمانية أيام. الأوقات المذكورة هي أوقات بدء الجلسات؛ فقد تُقام عدة مسابقات تجديف خلال جلسة واحدة.
جميع الأوقات بتوقيت وسط أوروبا الصيفي (ت ع م+02:00)
| التاريخ                 | الوقت | الجولة             |
| ----------------------- | ----- | ------------------ |
| السبت، 27 يوليو 2024    | 10:12 | السباقات التمهيدية |
| الأحد، 28 يوليو 2024    | 9:00  | جولة الإعادة       |
| الإثنين، 29 يوليو 2024  | 9:54  | نصف نهائيات E/F    |
| الثلاثاء، 30 يوليو 2024 | 9:30  | ربع النهائي        |
| الأربعاء، 31 يوليو 2024 | 10:14 | نصف نهائيات C/D    |
| الخميس، 1 أغسطس 2024    | 9:30  | نصف نهائيات A/B    |
| الجمعة، 2 أغسطس 2024    | 9:42  | النهائي F          |
| الجمعة، 2 أغسطس 2024    | 10:06 | النهائي E          |
| الجمعة، 2 أغسطس 2024    | 10:30 | النهائي D          |
| السبت، 3 أغسطس 2024     | 9:30  | النهائي C          |
| السبت، 3 أغسطس 2024     | 9:54  | النهائي B          |
| السبت، 3 أغسطس 2024     | 10:18 | النهائي A          |

## النتائج

### السباقات التمهيدية
تتأهل الثلاثة الأوائل من كل سباق إلى ربع النهائي، بينما تنتقل المتبقيات إلى جولة الإعادة.

#### السباق التمهيدي 1
| الترتيب | الممر | المُجدِّفة             | الدولة       | الوقت   | الملاحظات |
| ------- | ----- | ------------------- | ------------ | ------- | --------- |
| 1       | 5     | تارا ريجني ‏         | أستراليا     | 7:30.71 | Q         |
| 2       | 3     | فرجينيا دياز ريفاس ‏ | إسبانيا      | 7:37.30 | Q         |
| 3       | 2     | بيج بادنهورست ‏      | جنوب إفريقيا | 7:39.19 | Q         |
| 4       | 4     | فاطمة مجلل ‏         | إيران        | 8:01.30 | R         |
| 5       | 1     | كاثلين نوبل ‏        | أوغندا       | 8:08.90 | R         |
| 6       | 6     | إفيديليا غونزاليس ‏  | نيكاراغوا    | 8:23.25 | R         |

#### السباق التمهيدي 2
| الترتيب | الممر | المُجدِّفة                        | الدولة   | الوقت   | الملاحظات |
| ------- | ----- | ------------------------------ | -------- | ------- | --------- |
| 1       | 3     | كارولين فلورين ‏                | هولندا   | 7:36.90 | Q         |
| 2       | 4     | أوريليا-ماكسيما كاثرينا يانزن ‏ | سويسرا   | 7:41.15 | Q         |
| 3       | 1     | نينا كوستانجيشك ‏               | سلوفينيا | 7:46.30 | Q         |
| 4       | 5     | جوني ديلجاكو ‏                  | الفلبين  | 7:56.26 | R         |
| 5       | 2     | نيهيد بنشادلي                  | الجزائر  | 8:06.62 | R         |
| 6       | 6     | ماجدولين العلاوي               | المغرب   | 8:30.47 | R         |

#### السباق التمهيدي 3
| الترتيب | الممر | المُجدِّفة           | الدولة    | الوقت   | الملاحظات |
| ------- | ----- | ----------------- | --------- | ------- | --------- |
| 1       | 3     | إيما تويج ‏        | نيوزيلندا | 7:34.97 | Q         |
| 2       | 4     | هنا براكاتسن ‏     | أوزبكستان | 7:37.80 | Q         |
| 3       | 2     | كينيا ليشوغا ‏     | المكسيك   | 7:46.11 | Q         |
| 4       | 1     | أليخاندرا ألونسو ‏ | باراغواي  | 7:52.44 | R         |
| 5       | 5     | ياريولفيس كوباس ‏  | كوبا      | 8:11.13 | R         |

#### السباق التمهيدي 4
| الترتيب | الممر | المُجدِّفة             | الدولة                       | الوقت   | الملاحظات |
| ------- | ----- | ------------------- | ---------------------------- | ------- | --------- |
| 1       | 2     | فيكتوريا سينكوتي ‏   | ليتوانيا                     | 7:30.01 | Q         |
| 2       | 5     | تاتسيانا كليموفيتش ‏ | الرياضيون الفرديون المحايدون | 7:34.31 | Q         |
| 3       | 3     | بياتريس تافاريس     | البرازيل                     | 7:49.66 | Q         |
| 4       | 4     | إليس أوزباي ‏        | تركيا                        | 7:57.06 | R         |
| 5       | 1     | أدريانا سانجينيتي ‏  | بيرو                         | 8:03.87 | R         |

#### السباق التمهيدي 5
| الترتيب | الممر | المُجدِّفة             | الدولة   | الوقت   | الملاحظات |
| ------- | ----- | ------------------- | -------- | ------- | --------- |
| 1       | 3     | ألكسندرا فوستر ‏     | ألمانيا  | 7:36.35 | Q         |
| 2       | 1     | ديسيسلافا أنجيلوفا ‏ | بلغاريا  | 7:42.73 | Q         |
| 3       | 5     | ديانا ديمتشينكو ‏    | أذربيجان | 7:52.53 | Q         |
| 4       | 2     | فام ثي هوي ‏         | فيتنام   | 8:03.84 | R         |
| 5       | 4     | سييداه عيسياه ‏      | سنغافورة | 8:17.04 | R         |

#### السباق التمهيدي 6
| الترتيب | الممر | المُجدِّفة           | الدولة           | الوقت   | الملاحظات |
| ------- | ----- | ----------------- | ---------------- | ------- | --------- |
| 1       | 2     | قرة كولر          | الولايات المتحدة | 7:32.46 | Q         |
| 2       | 5     | ماغدالينا لوبنيغ ‏ | النمسا           | 7:39.39 | Q         |
| 3       | 3     | جيوفانا آرسيتش ‏   | صربيا            | 7:52.53 | Q         |
| 4       | 1     | سعاد الفقان       | الكويت           | 8:16.32 | R         |
| 5       | 4     | أكوكو كوملانفي    | توغو             | 8:44.88 | R         |

### جولة الإعادة
يتأهل الأولان من كل سباق إلى ربع النهائي؛ والباقيات تنتقل إلى نصف نهائيات E/F (خارج المنافسة على الميداليات).

#### جولة الإعادة – السباق 1
| الترتيب | الممر | المُجدِّفة            | الدولة    | الوقت   | الملاحظات |
| ------- | ----- | ------------------ | --------- | ------- | --------- |
| 1       | 3     | جوني ديلجاكو ‏      | الفلبين   | 7:55.00 | Q         |
| 2       | 4     | فام ثي هوي ‏        | فيتنام    | 8:00.97 | Q         |
| 3       | 2     | ياريولفيس كوباس ‏   | كوبا      | 8:10.64 | E/F       |
| 4       | 1     | إفيديليا غونزاليس ‏ | نيكاراغوا | 8:26.23 | E/F       |
| 5       | 5     | أكوكو كوملانفي     | توغو      | 8:43.11 | E/F       |

#### جولة الإعادة – السباق 2
| الترتيب | الممر | المُجدِّفة        | الدولة   | الوقت   | الملاحظات |
| ------- | ----- | -------------- | -------- | ------- | --------- |
| 1       | 2     | فاطمة مجلل ‏    | إيران    | 7:56.48 | Q         |
| 2       | 3     | إليس أوزباي ‏   | تركيا    | 8:00.00 | Q         |
| 3       | 4     | نيهيد بنشادلي  | الجزائر  | 8:10.34 | E/F       |
| 4       | 1     | سييداه عيسياه ‏ | سنغافورة | 8:23.03 | E/F       |

#### جولة الإعادة – السباق 3
| الترتيب | الممر | المُجدِّفة            | الدولة   | الوقت   | الملاحظات |
| ------- | ----- | ------------------ | -------- | ------- | --------- |
| 1       | 2     | أليخاندرا ألونسو ‏  | باراغواي | 7:57.14 | Q         |
| 2       | 4     | أدريانا سانجينيتي ‏ | بيرو     | 8:07.05 | Q         |
| 3       | 1     | كاثلين نوبل ‏       | أوغندا   | 8:15.10 | E/F       |
| 4       | 5     | سعاد الفقان        | الكويت   | 8:28.89 | E/F       |
| 5       | 3     | ماجدولين العلاوي   | المغرب   | 8:42.07 | E/F       |

### ربع النهائي
يتأهل الثلاثة الأوائل من كل سباق إلى نصف نهائيات A/B، بينما تنتقل الطواقم المتبقية إلى نصف نهائيات C/D.

#### ربع النهائي 1
| الترتيب | الممر | المُجدِّفة             | الدولة           | الوقت   | الملاحظات |
| ------- | ----- | ------------------- | ---------------- | ------- | --------- |
| 1       | 4     | تارا ريجني ‏         | أستراليا         | 7:30.57 | QAB       |
| 2       | 3     | قرة كولر            | الولايات المتحدة | 7:34.96 | QAB       |
| 3       | 5     | ديسيسلافا أنجيلوفا ‏ | بلغاريا          | 7:41.25 | QAB       |
| 4       | 2     | بياتريس تافاريس     | البرازيل         | 7:47.29 | QCD       |
| 5       | 1     | أدريانا سانجينيتي ‏  | بيرو             | 7:57.84 | QCD       |
| 6       | 6     | فاطمة مجلل ‏         | إيران            | 8:00.37 | QCD       |

#### ربع النهائي 2
| الترتيب | الممر | المُجدِّفة             | الدولة                       | الوقت   | الملاحظات |
| ------- | ----- | ------------------- | ---------------------------- | ------- | --------- |
| 1       | 3     | كارولين فلورين ‏     | هولندا                       | 7:29.07 | QAB       |
| 2       | 4     | ألكسندرا فوستر ‏     | ألمانيا                      | 7:30.98 | QAB       |
| 3       | 5     | تاتسيانا كليموفيتش ‏ | الرياضيون الفرديون المحايدون | 7:34.30 | QAB       |
| 4       | 6     | أليخاندرا ألونسو ‏   | باراغواي                     | 7:47.40 | QCD       |
| 5       | 2     | كينيا ليشوغا ‏       | المكسيك                      | 7:50.35 | QCD       |
| 6       | 1     | فام ثي هوي ‏         | فيتنام                       | 7:56.96 | QCD       |

#### ربع النهائي 3
| الترتيب | الممر | المُجدِّفة                        | الدولة    | الوقت   | الملاحظات |
| ------- | ----- | ------------------------------ | --------- | ------- | --------- |
| 1       | 3     | إيما تويج ‏                     | نيوزيلندا | 7:26.89 | QAB       |
| 2       | 2     | أوريليا-ماكسيما كاثرينا يانزن ‏ | سويسرا    | 7:31.12 | QAB       |
| 3       | 4     | فرجينيا دياز ريفاس ‏            | إسبانيا   | 7:34.01 | QAB       |
| 4       | 1     | ديانا ديمتشينكو ‏               | أذربيجان  | 7:53.76 | QCD       |
| 5       | 5     | جيوفانا آرسيتش ‏                | صربيا     | 7:56.18 | QCD       |
| 6       | 6     | جوني ديلجاكو ‏                  | الفلبين   | 7:58.30 | QCD       |

#### ربع النهائي 4
| الترتيب | الممر | المُجدِّفة           | الدولة       | الوقت   | الملاحظات |
| ------- | ----- | ----------------- | ------------ | ------- | --------- |
| 1       | 3     | فيكتوريا سينكوتي ‏ | ليتوانيا     | 7:33.35 | QAB       |
| 2       | 4     | هنا براكاتسن ‏     | أوزبكستان    | 7:35.91 | QAB       |
| 3       | 2     | ماغدالينا لوبنيغ ‏ | النمسا       | 7:40.07 | QAB       |
| 4       | 5     | بيج بادنهورست ‏    | جنوب إفريقيا | 7:44.03 | QCD       |
| 5       | 1     | نينا كوستانجيشك ‏  | سلوفينيا     | 7:56.31 | QCD       |
| 6       | 6     | إليس أوزباي ‏      | تركيا        | 7:56.51 | QCD       |

### نصف النهائيات
تتأهل الثلاثة الأوائل من كل سباق إلى النهائي الأعلى (E, C, A) بينما تنتقل المتبقيات إلى النهائي الأدنى (F, D, B).

#### نصف نهائي A/B 1
| الترتيب | الممر | المُجدِّفة                        | الدولة    | الوقت   | الملاحظات |
| ------- | ----- | ------------------------------ | --------- | ------- | --------- |
| 1       | 3     | كارولين فلورين ‏                | هولندا    | 7:21.26 | FA        |
| 2       | 4     | تارا ريجني ‏                    | أستراليا  | 7:23.58 | FA        |
| 3       | 6     | ديسيسلافا أنجيلوفا ‏            | بلغاريا   | 7:27.16 | FA        |
| 4       | 2     | هنا براكاتسن ‏                  | أوزبكستان | 7:29.28 | FB        |
| 5       | 5     | أوريليا-ماكسيما كاثرينا يانزن ‏ | سويسرا    | 7:31.65 | FB        |
| 6       | 1     | فرجينيا دياز ريفاس ‏            | إسبانيا   | 7:37.52 | FB        |

#### نصف نهائي A/B 2
| الترتيب | الممر | المُجدِّفة             | الدولة                       | الوقت   | الملاحظات |
| ------- | ----- | ------------------- | ---------------------------- | ------- | --------- |
| 1       | 3     | إيما تويج ‏          | نيوزيلندا                    | 7:17.19 | FA        |
| 2       | 4     | فيكتوريا سينكوتي ‏   | ليتوانيا                     | 7:19.15 | FA        |
| 3       | 2     | قرة كولر            | الولايات المتحدة             | 7:22.33 | FA        |
| 4       | 5     | ألكسندرا فوستر ‏     | ألمانيا                      | 7:24.63 | FB        |
| 5       | 1     | تاتسيانا كليموفيتش ‏ | الرياضيون الفرديون المحايدون | 7:26.56 | FB        |
| 6       | 6     | ماغدالينا لوبنيغ ‏   | النمسا                       | 7:40.02 | FB        |

#### نصف نهائي C/D 1
| الترتيب | الممر | المُجدِّفة           | الدولة   | الوقت   | الملاحظات |
| ------- | ----- | ----------------- | -------- | ------- | --------- |
| 1       | 2     | جيوفانا آرسيتش ‏   | صربيا    | 7:44.60 | FC        |
| 2       | 5     | نينا كوستانجيشك ‏  | سلوفينيا | 7:48.86 | FC        |
| 3       | 3     | بياتريس تافاريس   | البرازيل | 7:49.96 | FC        |
| 4       | 4     | أليخاندرا ألونسو ‏ | باراغواي | 7:56.50 | FD        |
| 5       | 1     | جوني ديلجاكو ‏     | الفلبين  | 8:00.18 | FD        |
| 6       | 6     | فاطمة مجلل ‏       | إيران    | 8:06.23 | FD        |

#### نصف نهائي C/D 2
| الترتيب | الممر | المُجدِّفة            | الدولة       | الوقت   | الملاحظات |
| ------- | ----- | ------------------ | ------------ | ------- | --------- |
| 1       | 3     | بيج بادنهورست ‏     | جنوب إفريقيا | 7:55.91 | FC        |
| 2       | 5     | كينيا ليشوغا ‏      | المكسيك      | 7:58.00 | FC        |
| 3       | 4     | ديانا ديمتشينكو ‏   | أذربيجان     | 7:59.23 | FC        |
| 4       | 6     | إليس أوزباي ‏       | تركيا        | 8:02.47 | FD        |
| 5       | 2     | أدريانا سانجينيتي ‏ | بيرو         | 8:17.84 | FD        |
| 6       | 1     | فام ثي هوي ‏        | فيتنام       | 8:22.85 | FD        |

#### نصف نهائي E/F 1
| الترتيب | الممر | المُجدِّفة          | الدولة   | الوقت   | الملاحظات |
| ------- | ----- | ---------------- | -------- | ------- | --------- |
| 1       | 2     | ياريولفيس كوباس ‏ | كوبا     | 8:36.16 | FE        |
| 2       | 3     | سييداه عيسياه ‏   | سنغافورة | 8:47.41 | FE        |
| 3       | 1     | سعاد الفقان      | الكويت   | 9:01.78 | FE        |
| 4       | 4     | أكوكو كوملانفي   | توغو     | 9:16.28 | FF        |

#### نصف نهائي E/F 2
| الترتيب | الممر | المُجدِّفة            | الدولة    | الوقت   | الملاحظات |
| ------- | ----- | ------------------ | --------- | ------- | --------- |
| 1       | 1     | نيهيد بنشادلي      | الجزائر   | 8:34.67 | FE        |
| 2       | 2     | كاثلين نوبل ‏       | أوغندا    | 8:38.70 | FE        |
| 3       | 3     | إفيديليا غونزاليس ‏ | نيكاراغوا | 8:43.78 | FE        |
| 4       | 4     | ماجدولين العلاوي   | المغرب    | 8:49.70 | FF        |

### النهائيات

#### النهائي F
| الترتيب | الممر | المُجدِّفة          | الدولة | الوقت   | الملاحظات |
| ------- | ----- | ---------------- | ------ | ------- | --------- |
| 31      | 2     | ماجدولين العلاوي | المغرب | 8:20.81 |           |
| 32      | 1     | أكوكو كوملانفي   | توغو   | 8:46.73 |           |

#### النهائي E
| الترتيب | الممر | المُجدِّفة            | الدولة    | الوقت   | الملاحظات |
| ------- | ----- | ------------------ | --------- | ------- | --------- |
| 25      | 4     | نيهيد بنشادلي      | الجزائر   | 7:54.25 |           |
| 26      | 2     | كاثلين نوبل ‏       | أوغندا    | 7:56.10 |           |
| 27      | 3     | ياريولفيس كوباس ‏   | كوبا      | 7:57.99 |           |
| 28      | 5     | سييداه عيسياه ‏     | سنغافورة  | 8:03.29 |           |
| 29      | 6     | سعاد الفقان        | الكويت    | 8:05.18 |           |
| 30      | 1     | إفيديليا غونزاليس ‏ | نيكاراغوا | 8:08.61 |           |

#### النهائي D
| الترتيب | الممر | المُجدِّفة            | الدولة   | الوقت   | الملاحظات |
| ------- | ----- | ------------------ | -------- | ------- | --------- |
| 19      | 4     | أليخاندرا ألونسو ‏  | باراغواي | 7:42.09 |           |
| 20      | 2     | جوني ديلجاكو ‏      | الفلبين  | 7:43.83 |           |
| 21      | 1     | فاطمة مجلل ‏        | إيران    | 7:46.08 |           |
| 22      | 3     | إليس أوزباي ‏       | تركيا    | 7:46.95 |           |
| 23      | 6     | فام ثي هوي ‏        | فيتنام   | 7:47.84 |           |
| 24      | 5     | أدريانا سانجينيتي ‏ | بيرو     | 7:49.31 |           |

#### النهائي C
| الترتيب | الممر | المُجدِّفة          | الدولة       | الوقت   | الملاحظات |
| ------- | ----- | ---------------- | ------------ | ------- | --------- |
| 13      | 4     | جيوفانا آرسيتش ‏  | صربيا        | 7:26.09 |           |
| 14      | 3     | بيج بادنهورست ‏   | جنوب إفريقيا | 7:27.76 |           |
| 15      | 6     | بياتريس تافاريس  | البرازيل     | 7:31.31 |           |
| 16      | 2     | كينيا ليشوغا ‏    | المكسيك      | 7:31.99 |           |
| 17      | 1     | ديانا ديمتشينكو ‏ | أذربيجان     | 7:35.19 |           |
| 18      | 5     | نينا كوستانجيشك ‏ | سلوفينيا     | 7:39.00 |           |

#### النهائي B
| الترتيب | الممر | المُجدِّفة                        | الدولة                       | الوقت   | الملاحظات |
| ------- | ----- | ------------------------------ | ---------------------------- | ------- | --------- |
| 7       | 3     | ألكسندرا فوستر ‏                | ألمانيا                      | 7:23.53 |           |
| 8       | 5     | تاتسيانا كليموفيتش ‏            | الرياضيون الفرديون المحايدون | 7:25.61 |           |
| 9       | 2     | أوريليا-ماكسيما كاثرينا يانزن ‏ | سويسرا                       | 7:27.01 |           |
| 10      | 1     | ماغدالينا لوبنيغ ‏              | النمسا                       | 7:30.54 |           |
| 11      | 4     | هنا براكاتسن ‏                  | أوزبكستان                    | 7:33.57 |           |
| 12      | 6     | فرجينيا دياز ريفاس ‏            | إسبانيا                      | 7:34.61 |           |

#### النهائي A
| الترتيب | الممر | المُجدِّفة             | الدولة           | الوقت   | الملاحظات |
| ------- | ----- | ------------------- | ---------------- | ------- | --------- |
| الأول   | 3     | كارولين فلورين ‏     | هولندا           | 7:17.28 |           |
| الثاني  | 4     | إيما تويج ‏          | نيوزيلندا        | 7:19.14 |           |
| الثالث  | 5     | فيكتوريا سينكوتي ‏   | ليتوانيا         | 7:20.85 |           |
| 4       | 2     | تارا ريجني ‏         | أستراليا         | 7:21.38 |           |
| 5       | 6     | قرة كولر            | الولايات المتحدة | 7:25.07 |           |
| 6       | 1     | ديسيسلافا أنجيلوفا ‏ | بلغاريا          | 7:33.19 |           |